# Dou Zhaobo
Dou Zhaobo, född 23 september 1983, är en friidrottare från Kina. Han deltog vid olympiska sommarspelen 2004.